# Сиренусе (Напуљ)
Сиренусе је насеље у Италији у округу Напуљ, региону Кампанија.
Према процени из 2011. у насељу је живело 24 становника. Насеље се налази на надморској висини од 89 м.